# ホンダ・EZ-9
EZ-9（イージーナイン）は、本田技研工業がかつて製造販売したオートバイである。本項では派生車種のEZ SNOW（イージースノー）についても解説を行う。

## 概要
1989年10月26日 - 11月6日に開催された第28回東京モーターショーに参考出品されたコンセプトモデルEZ-90をベースに1990年8月7日発表、同年9月23日発売で市販化された一体式フルカバードデザインのオフロード走行専用モデルである。

## 車両解説
型式名HE06。オフロード走行やアウトドアライフをもっと楽しみたいと考える家族や若者向けに開発し、簡単な操作で初心者からベテランライダーまで不整地走行が楽しめるコンセプトを持ったスポーツグッズ感覚のオフロード走行専用車である。
全長x全幅x全高：1,680x755×990（mm）・ホイールベース1,200mm・最小回転半径1,750mm・最低地上高210mm・シート高750mm・車重：乾燥82㎏/装備85㎏の車体を持つ本モデル最大の特徴は、エンジン・エキゾーストマニホールド・ドライブユニット・容量3.6Lの燃料タンク・容量0.5Lの2ストロークオイルタンクに至るまでのメカニズムをフルカバードし、ヘッドライトや方向指示器などの保安部品は装備しない。このためナンバー取得ならびに公道走行不可である。
バックボーン型フレームに搭載される内径x行程：48.0x49.6（mm）・排気量89.7㏄・圧縮比5.8のHE06E型強制空冷2ストローク単気筒エンジンは、セルフ・キック併用の始動方式としPB11型キャブレターによる燃料供給ならびにCDI式バッテリー点火装置により最高出力7.8ps/6,250rpm・最大トルク0.92kg-m/5,500rpmのスペックを発揮する。
動力伝達は乾式多板シュー式クラッチを介した変速比2.300 - 0.800のVベルト式無段変速機により行い、減速比は1次6.438/2次2.500に設定。いわゆるスクーターと同等のシステムであるが、オフロードでの下り坂などでエンジンブレーキ効果を得る観点で後輪からの逆駆動力を自動的にエンジンに伝えるための専用クラッチを装備する。
サスペンションは前輪がテレスコピック、後輪がスイングアームで、キャスター角は26°00´・トレール量は60mmに設定。タイヤは前輪100/90-12・後輪130/90-10の専用チューブレスバイアスとし、ブレーキは前後とも機械式リーディングトレーリングであるが、操作は左手レバー・右足ペダルのいずれでも可能な2系統式とした。

### EZ SNOW
1991年に開催された10月25日 - 11月8日開催された第29回東京モーターショー参考出品後の同月20日に同年12月16日発売を発表したバリエーションモデルで、EZ-9からフロントフォークをスキーユニット、後輪駆動部をトラックベルトユニットに変更し、雪上走行を可能にしたスノーモービルである。
- このため本モデルにはトレール量が存在しない。

このほか車体は全長x全幅x全高：2,155x760×925（mm）・ホイールベース1,185mm・最低地上高145mm・シート高680mm・車重：乾燥98㎏/装備101㎏とされたが、エンジン等のスペックに変更はない。

### 遍歴
1990年8月7日発表
EZ-9を日本国内年間販売目標500台 消費税抜希望小売価格249,000円で同年9月23日発売
1991年11月20日発表
EZ-SNOWを日本国内年間販売目標120台 消費税抜希望小売価格350,000円で同年12月16日発売
1992年9月18日発表
以下の仕様変更を実施した1993年モデルを150台限定で同年11月2日発売
- 車体色を白・青・赤→白・赤へ変更
- 消費税抜希望小売価格360,000円[注 9]